# Rainer Adrion
Rainer Adrion (* 10. Dezember 1953 in Stuttgart) ist ein deutscher Fußballtrainer und ehemaliger Fußballspieler.

## Spielerkarriere
Adrion spielte in der Jugend für den VfB Stuttgart, von dem er 1973 zur SpVgg 07 Ludwigsburg wechselte. In der Saison 1977/78 spielte er für den FV Zuffenhausen. 1978 kehrte er zum VfB Stuttgart zurück und spielte dort zunächst für die Amateurmannschaft. Der gebürtige Schwabe Adrion trug in den Spielzeiten 1980/81 und 1981/82 22-mal das Trikot der Bundesligamannschaft des VfB und erzielte dabei kein Tor. Danach war Adrion als Spieler noch für die SpVgg Unterhaching, den TSV 1860 München und erneut für den FV Zuffenhausen aktiv.

## Trainer- und Funktionärskarriere

### Anfänge als Vereinstrainer
Bereits gegen Ende seiner Spielerkarriere sammelte Adrion als Spielertrainer des FV Zuffenhausen Erfahrung als Trainer. Er wurde anschließend Cheftrainer bei der SpVgg 07 Ludwigsburg, mit der in seiner Debütsaison 1988/89 Meister in der Verbandsliga Württemberg wurde und in die Oberliga Baden-Württemberg aufstieg. Bei der Deutschen Amateurmeisterschaft 1991 erreichte Adrion mit Ludwigsburg das Endspiel. Zur Saison 1991/92 übernahm Adrion den Cheftrainerposten bei der SpVgg Unterhaching und gewann in seiner ersten Saison dort in der Bayernliga die Meisterschaft und stieg in die 2. Bundesliga auf. Vor dem Beginn der Oberligaspielzeit 1993/94 wurde Adrion Cheftrainer des SSV Reutlingen 05, den er am 23. April 1994 wieder verließ. In der Saison 1994/95 qualifizierte sich Adrion mit dem VfR Pforzheim als Vizemeister der Oberliga für die Aufstiegsrunde zur Regionalliga Süd. Nach einem 4:0-Halbfinalsieg gegen die SpVgg Bayreuth scheiterte Adrion mit Pforzheim im Endspiel der Aufstiegsrunde durch eine 1:3-Niederlage gegen die Amateurmannschaft von Eintracht Frankfurt.

### Co-Trainer von Löw und erstmals U-23-Trainer beim VfB Stuttgart
1996 wurde er beim VfB Stuttgart Co-Trainer von Joachim Löw. Als Löws Assistent gewann er mit dem VfB den DFB-Pokal 1996/97 und erreichte das Endspiel im Europapokal der Pokalsieger 1997/98. Adrion wurde am 1. Januar 1999 Cheftrainer der ersten Mannschaft des VfB. Dabei sollte er die vom Abstieg bedrohte Mannschaft aufrichten und außerdem das Spielsystem seines designierten Nachfolgers Ralf Rangnick installieren. Nach schlechten Ergebnissen unter Adrion, die die Abstiegsgefahr noch weiter erhöhten, wurde Rangnick am 3. Mai 1999 vorzeitig Cheftrainer, nachdem sein bisheriger Verein SSV Ulm 1846 ihm die vorzeitige Freigabe erteilt hatte. Adrion übernahm danach die zweite Mannschaft des VfB Stuttgart. Im DFB-Pokal 2000/01 gelang ihm mit der damals noch Amateure genannten Zweitvertretung des VfB in der ersten Runde ein 6:1-Sieg gegen die Bundesligamannschaft von Eintracht Frankfurt.

### Zwischenstationen in Unterhaching und bei den Kickers und Rückkehr zum VfB Stuttgart II
Nach Zwischenstationen vom 13. September 2001 bis zum 2. April 2002 in der 2. Bundesliga bei der SpVgg Unterhaching und vom 10. März 2003 bis zum 27. Oktober 2003 in der Regionalliga Süd bei den Stuttgarter Kickers kehrte Adrion wieder zum VfB Stuttgart als Trainer der zweiten Mannschaft zurück.
Mit Sami Khedira, Mario Gómez, Serdar Tasci und Christian Gentner bildete Adrion in der Regionalligamannschaft mehrere spätere Nationalspieler aus, die am Deutschen Meistertitel der Bundesligamannschaft im Jahr 2007 beteiligt waren. In der Regionalligaspielzeit 2006/07 erreichte Adrion mit dem VfB Stuttgart II trotz des Verlusts dieser Spieler den dritten Platz. In der Saison 2007/08 erreichte er mit dem VfB II erneut den besten Nicht-Aufstiegsplatz und qualifizierte sich mit der zweiten Mannschaft der Stuttgarter dadurch souverän für die neugegründete 3. Fußball-Liga.

### Deutscher U21-Nationaltrainer
Ab dem 1. Juli 2009 trainierte Adrion die zuvor von Horst Hrubesch betreute U21-Nationalmannschaft Deutschlands, die zuvor die EM 2009 gewonnen hatte. Bereits seit 1. Juni 2009 war er Mitglied des Trainerstabes des DFB.
2010 verpasste Adrion mit der U21 die Qualifikation zur EM 2011 in Dänemark. Die Mannschaft scheiterte an den Teams aus Tschechien und Island.
Für die U21-EM 2013 in Israel qualifizierte sich die deutsche Mannschaft, schied nach Niederlagen in den ersten beiden Gruppenspielen jedoch vorzeitig aus. Der wegen der Kaderzusammenstellung und einer schwachen Offensive in die Kritik geratene Adrion schloss einen Rücktritt aus. Spieler wie Draxler, Gündoğan, Schürrle, Götze und Toni Kroos musste Adrion der A-Nationalmannschaft überlassen, die letzten beiden waren ohnehin verletzt. Mit Beister (fünf Treffer) und Esswein (vier) hatte Adrion zwei der besten Torschützen der Qualifikation nicht nominiert. Am 21. Juni 2013 wurde er von seiner Aufgabe entbunden, sein Nachfolger wurde sein Vorgänger Horst Hrubesch.

### Rückkehr zum VfB Stuttgart
Am 1. Juli 2014 kehrte Rainer Adrion als Sportlicher Leiter U17 bis U23 zum VfB Stuttgart zurück. Im März 2020 wurde er zum Mitglied des VfB-Aufsichtsrates bestellt.
Am 18. Februar 2021 wurde Adrion interimsweise in das Vereinspräsidium entsandt, nachdem in der Folge der Datenschutzaffäre die beiden vorherigen Präsidiumsmitglieder Rainer Mutschler und Bernd Gaiser zurückgetreten waren. Bei der Mitgliederversammlung am 18. Juli 2021 wurde Adrion schließlich für vier Jahre in das Präsidium des VfB Stuttgart gewählt und war dessen Vizepräsident. Am 29. Juli 2024, dem Tag nach der Mitgliederversammlung, trat Adrion von seinem Vizepräsidentenamt zurück, nachdem zuvor 70 Prozent der anwesenden Mitglieder für seine Abwahl gestimmt hatten.

## Privat
Adrion lebt in Remseck am Neckar (Landkreis Ludwigsburg). Er ist verheiratet und hat eine Tochter sowie zwei Söhne. Sein Sohn Benjamin war ebenfalls Fußballprofi.
Seit einigen Jahren engagiert Adrion sich bei 11hilft e. V., einem Verein, der sich der Unterstützung sozialer Projekte widmet.

## Erfolge als Spieler
- WFV-Pokalsieger: 1974, 1980

## Erfolge als Trainer
- Finalist der deutschen Amateurmeisterschaft: 1991